# Кальмиусский район (Донецкая область)
Кальмиусский район (укр. Кальміуський район) — административная единица на юго-востоке Донецкой области Украины, образованная в 2020 году.
Административный центр — город Кальмиусское.
Территория района была оккупирована в 2014—2015 гг. и в 2022 году аннексирована Россией.

## География
Территория района расположена на юго-востоке области и граничит:
- на севере — с Донецким районом
- на юго-западе — с Мариупольским районом
- на западе — с Волновахским районом
- на востоке — с Ростовской областью России
- на юге — омывается Азовским морем

## История
17 июля 2020 года Постановлением Верховной Рады от 17 июля 2020 года «О создании и ликвидации районов» был образован Кальмиусский район, в его состав были включены территории:
- Новоазовского района,
- Старобешевского района,
- Тельмановского района,
- а также города областного значения Докучаевск.

## Население
Численность населения района в укрупнённых границах — 122,6 тыс. человек.

## Административное устройство
Район в укрупнённых границах с 17 июля 2020 года номинально делится на 5 территориальных общин (громад), в том числе 3 городские и 2 поселковые общины:
- Городские:
  - Кальмиусская городская община (г. Кальмиусское),
  - Докучаевская городская община (г. Докучаевск),
  - Новоазовская городская община (г. Новоазовск);
- Поселковые:
  - Бойковская поселковая община (пгт Бойковское)
  - Старобешевская поселковая община (пгт Старобешево).

Выборы в общины и в район в целом Украиной из-за их неподконтрольности украинским властям не проводятся Постановлением Верховной рады до восстановления конституционного строя и восстановления полного контроля Украины по государственной границе.